# وضاح العتيبي
وضاح بشير العتيبي مواليد 2 مارس 2003 في السعودية، هو لاعب كرة قدم سعودي يلعب لنادي وج.

## مسيرة اللاعب
مثل نادي الوحدة في الفئات السنية و لعب مباراة واحدة مع الفريق الأول ولعب بعدها مع نادي وج.

## روابط خارجية
- وضاح العتيبي على موقع قاعدة بيانات كرة القدم.إي يو (الإنجليزية)